# Laguna La Picasa
Die Laguna La Picasa ist ein Feuchtgebiet in Argentinien. Es liegt im Grenzgebiet der Provinzen Buenos Aires und Santa Fe.

## Hydrologie
Während Zeiten extremer Trockenheit geht die Fläche der Laguna La Picasa auf etwa 300 km² zurück, die maximale Ausdehnung beträgt dagegen 5500 km², wobei sich das dann von zahlreichen Tümpeln und Seen durchzogene Sumpfgebiet bis weit in die Provinz Córdoba erstreckt. Dabei entfallen auf die einzelnen Provinzen folgende betroffene Flächen:
- 2500 km² Provinz Córdoba
- 2100 km² Provinz Santa Fe
- 900 km² Provinz Buenos Aires

Ende des Jahres 2007 war die offene Wasserfläche, deren Wasserspiegel derzeit bei etwa 106 Meter ü. d. M. liegt, auf 160 km² zurückgegangen, was teilweise auf die Bemühungen zur Kontrolle des Wasserspiegels durch ein Pumpwerk nahe Rufino zurückzuführen ist. Die Durchschnittstiefe des Sees beträgt etwa 3 Meter.
Während einer von etwa 1920 bis 1973 andauernden Trockenzeit fiel der Seespiegel auf 104,5 Meter ü. d. M., die überflutete Fläche ging auf etwa 40 km² zurück; im Rahmen der im Folgenden eintretenden Feuchtperiode erreichte der Seespiegel eine Höhe von mehr als 106 Meter ü. d. M., wobei die dauerhaft überflutete Fläche auf mehr als 300 km² anwuchs. Dadurch wurden sowohl die Ruta Nacional 7 als auch die Strecke der Ferrocarril General San Martín überflutet, mehr als 100.000 Menschen waren von Umsiedlung bedroht.